# Ataxie cérébelleuse type 6
L'ataxie cérébelleuse type 6 ne se distingue en rien des autres ataxies : Début à l'âge adulte, ataxie cérébelleuse lentement progressive, dysarthrie et nystagmus.
Le diagnostic repose uniquement sur la génétique moléculaire en mettant en évidence une répétition du codon CAG de l'exon 47 du CACNA1A. La taille normale de la répétition est de 18 ou moins. Une répétition de 19 codons est de signification incertaine. Une répétition égale ou supérieure à 20 entraîne une expression de la maladie.

## Sources
- (en) Christopher M Gomez, Spinocerebellar Ataxia Type 6 In GeneTests: Medical Genetics Information Resource (database online). Copyright, University of Washington, Seattle. 1993-2005 (www.genetests.org)